# Heerlijkheid Wasserburg

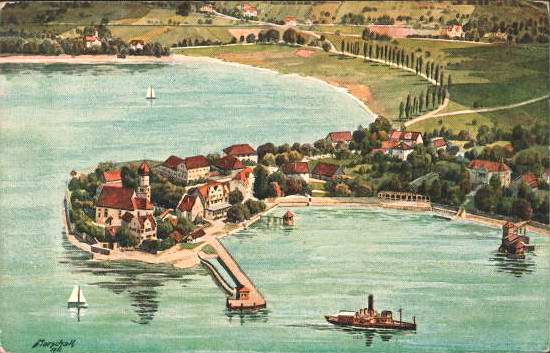
Wasserburg rond 1900

Wasserburg was een heerlijkheid binnen het Heilige Roomse Rijk. De heerlijkheid was niet bij een kreits ingedeeld. Wasserburg ligt aan het Bodenmeer in het huidige Beieren.
De plaats om de burcht in het water werd al in 784 vermeld als bezit van de abdij van Sankt Gallen. Tijdens de invallen van de Hongaren in de tiende eeuw diende de burcht als toevlucht voor de kloosterschatten en de kloosterleerlingen, maar werd toch verwoest.
In de middeleeuwen waren de heren van Kisslegg met de burcht beleend. Ten gevolge van een huwelijk kwam het leen vervolgens in 1280 aan de heren van Schellenberg. Tijdens een strijd met de Zwabische Stedenbond werden de burcht en het dorp in 1358 verwoest. Vervolgens werd de burcht in 1374 verpand aan van Ebersberg, die het pand in 1386 aan het graafschap Montfort-Tettnang verpanden. Tijdens de Boerenoorlog krijgen de graven het graafschap in eigendom. 
Op 3 september 1593 werd de heerlijkheid door Jacob Fugger gekocht. Na zijn dood in 1598 stichtte zijn zoon Hieronymus de tak Fugger-Wasserburg. Jozef Maria van Fugger verkocht de heerlijkheid door schulden gedwongen in 1755 aan Oostenrijk, zodat het deel van Voor-Oostenrijk werd. Nadat Oostenrijk in 1779 ook de heerlijkheden Tettnang, Argen en Schomburg had gekocht, werden de nieuwe bezittingen met Wasserburg verenigd tot een nieuw graafschap Tettnang.

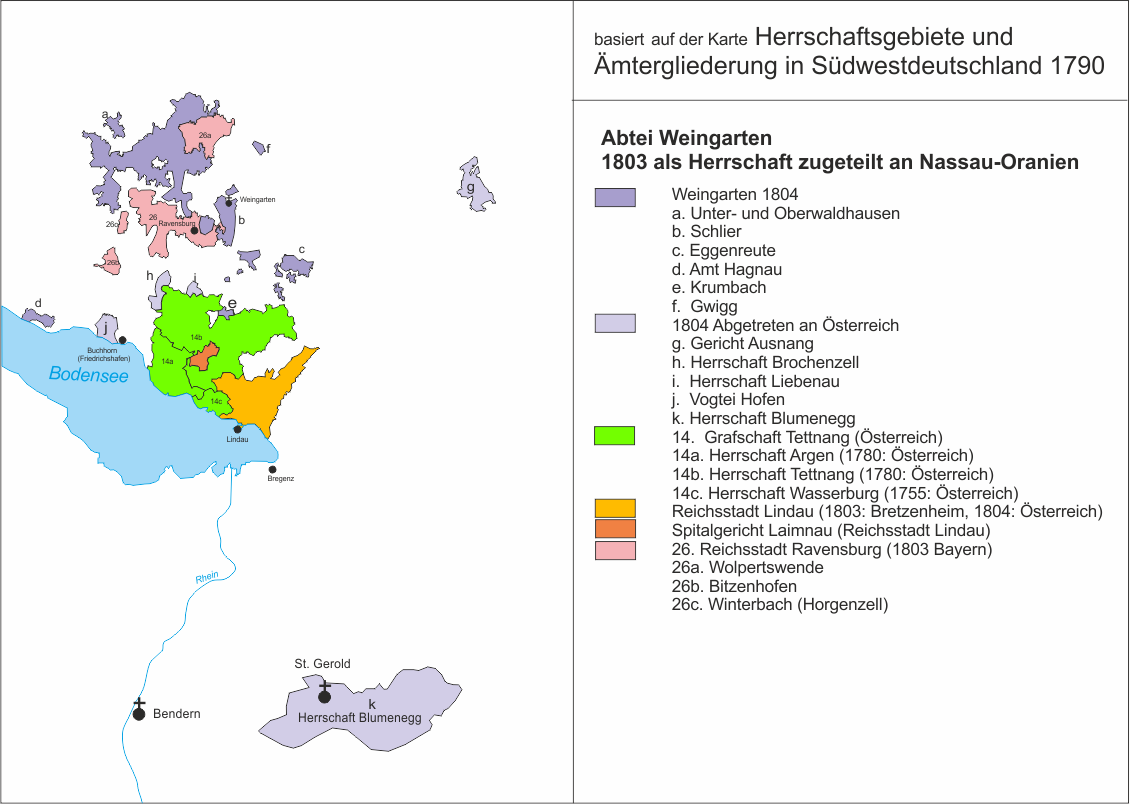
kaart van het graafschap Tettnang met Wasserburg en enige naburige gebieden

In artikel 8 van de vrede van Presburg van 15 december 1805 moest Oostenrijk de heerlijkheid Tettnang en Argen afstaan aan het koninkrijk Beieren. Met dit gebied werd ook Wasserburg deel van Beieren. Toen de heerlijkheid Tettnang door het verdrag van Parijs van 18 mei 1810 aan het koninkrijk Württemberg werd afgestaan bleef de heerlijkheid Wasserburg bij Beieren.